# 디미트리오스 룬드라스
디미트리오스 룬드라스(그리스어: Δημήτριος Λούνδρας, 1885년 9월 4일 ~ 1971년 2월 15일)는 그리스의 체조 선수이다. 그는 아테네에서 열린 1896년 하계 올림픽에 참가했다.
룬드라스는 단체 평행봉 종목에 출전했다. 카르벨라스는 단체 평행봉 종목에 에트니코스 체조단 소속으로 참가했으며 동메달을 목에 걸었다. 10년 218일동안 그는 올림픽에서 메달을 딴 가장 어린 선수였으나 이 기록은 1900년 하계 올림픽 때 조정 종목의 키잡이로 나온 이름을 알 수 없는 소년에 의해 깨졌다.
룬드라스는 1, 2차 세계대전에 참가했으며 해군 대장까지 계급이 올랐다.